# Truphè étrusque

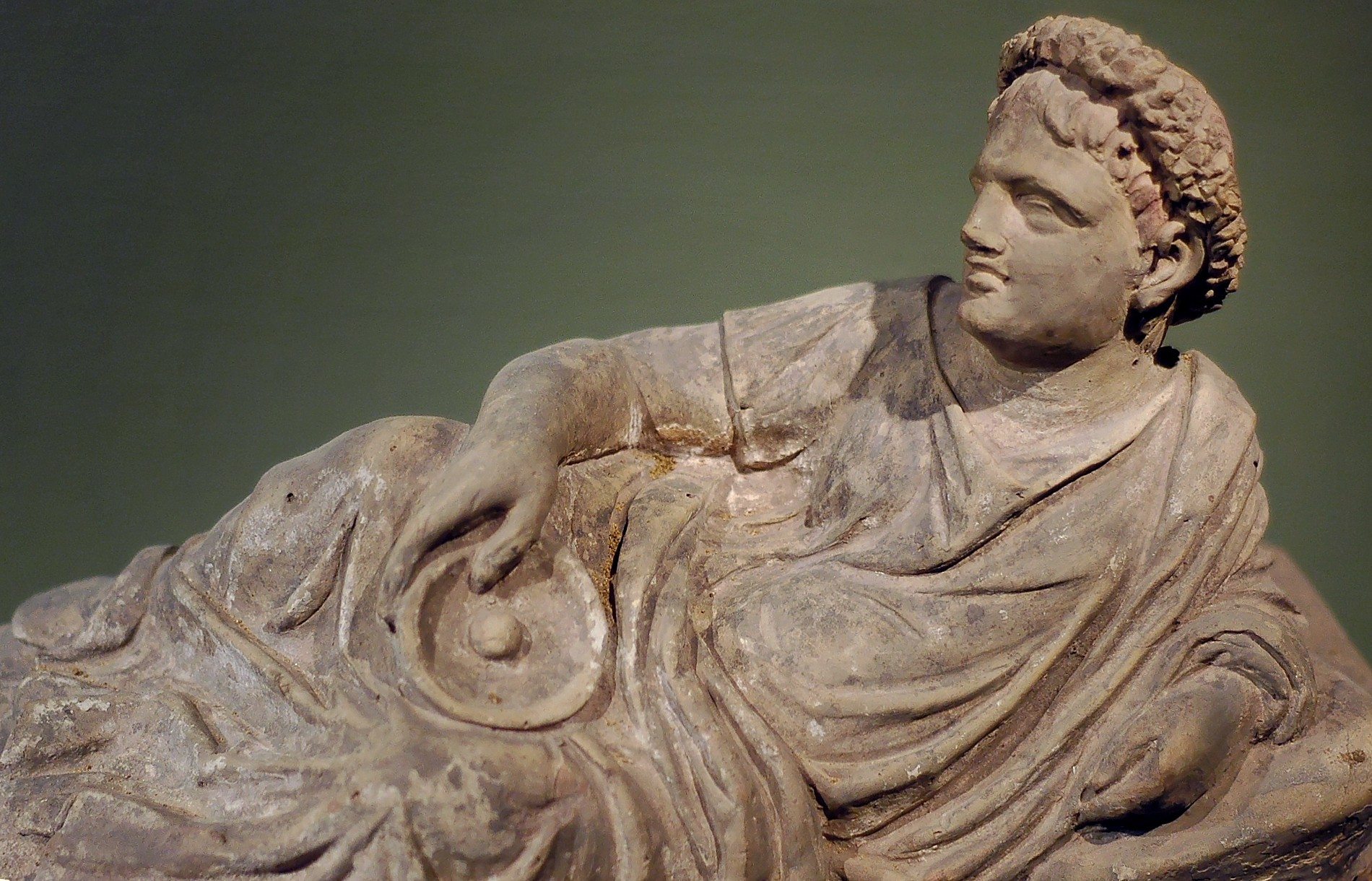
Les Étrusques prennent leurs repas allongés sur des lits, pratique issue du banquet grec (couvercle d'un sarcophage étrusque, Sienne, Complexe muséal Santa Maria della Scala).

Truphè étrusque est le terme que les Grecs anciens utilisaient pour qualifier la prétendue mollesse des Étrusques, des Ioniens et des Sybarites, une mauvaise réputation que les historiens modernes ont remise en cause.

## Causes
Cette vision péjorative fait suite à la concurrence sur les mers entre les deux peuples, opérant leur commerce dans les mêmes eaux et côtes, qui les fit qualifier de « pirates étrusques » par les Grecs, pour les dénigrer.
Enrichis par leurs échanges commerciaux du bassin méditerranéen, l’élite étrusque se met à vivre « à la grecque » et les auteurs grecs définissent de « mœurs dépravées » (Athénée, Timée de Tauroménion…) les pratiques étrusques dans plusieurs domaines, comme l'habillement (le fard des femmes, les bijoux, les couleurs voyantes, l'épilation des corps féminins et masculins), la représentation récurrente des banqueteurs dans les fresques, de plus accompagnés de leurs femmes (qui choisissent leurs places à table, « qui boivent à la santé de qui elles veulent »), leur égalité de traitement, qui ont leur propre nom, qui assistent aux ludi, et surtout de l'« obésité » des protagonistes du banquet, un certain laisser-aller dû à la richesse de leur terroir (qu'on peut rapprocher du farniente et de la dolce vita, expressions connues des Italiens contemporains).
Diodore de Sicile attribue la truphè à la fertilité de l'Étrurie.

### Citations des auteurs grecs
« Les Tyrrhéniens élèvent tous les enfants qui viennent au monde, ne sachant de quel père est chacun d’eux. Ces enfants vivent de la même façon que leurs nourriciers, passant la plupart du temps en beuveries et ayant commerce avec toutes les femmes indistinctement. Il n’y a point de honte pour les Tyrrhéniens à être vus eux-mêmes faisant en public un acte vénérien ni même le subissant, car cela aussi est une mode du pays. Et ils sont si loin de regarder la chose comme honteuse que, lorsque le maître de maison est à faire l’amour et qu’on le demande, ils disent : “Il fait ceci ou cela”, donnant impudemment son nom à la chose. Lorsqu’ils ont des réunions, soit de sociétés, soit de parenté, ils font comme ceci : d’abord quand ils ont fini de boire et sont disposés à dormir, les serviteurs font entrer auprès d’eux, les flambeaux encore allumés, tantôt des courtisanes, tantôt de fort beaux garçons, tantôt aussi leurs femmes ; lorsqu’ils ont pris leur plaisir avec eux ou avec elles, ce sont des jeunes gens en pleine force qu’ils font coucher avec ceux ou celles-là. […] Ils ont certes beaucoup de commerce avec les femmes mais se plaisent toutefois beaucoup plus avec les garçons et avec les jeunes hommes. Ceux-ci sont dans leur pays tout à fait beaux à voir, parce qu’ils vivent dans la mollesse et ont le corps épilé. »

— Théopompe, Histoire, livre XLIII.

« Théopompe dit que chez les Tyrrhéniens les femmes sont en commun, qu’elles prennent grand soin de leurs corps et qu’elles s’exercent nues, souvent avec des hommes, quelquefois entre elles ; car il n’est pas honteux pour elles de se montrer nues. Elles se mettent à table non auprès des premiers venus des assistants, et même elles portent la santé de qui elles veulent. Elles sont du reste fort buveuses et fort belles à voir. »

— Athénée, Deipnosophistes [détail des éditions] (lire en ligne), XII, 517d.
«  Le pays qu'ils habitent produit de tout et, comme ils pratiquent une culture intensive, ils ne manquent d'aucun des produits de la terre qui, non seulement suffisent à leur subsistance, mais fournissent en abondance, à leurs jouissances matérielles à leur vie molle et sensuelle. Par exemple, deux fois par jour, ils se font dresser des tables somptueuses avec tout ce qui contribue à une vie délicate, préparer des couvertures brodées de fleurs, servir une quantité de vases d'argent et ils ont à leur service une quantité considérable d'esclaves. Beaucoup de ceux-ci ont une belle apparence excessive, d'autres sont vêtus plus coûteusement qu'il ne sied à leur état servile. Ils ont des maisons de toute sorte et individuelles, ce qui est aussi le fait de la plupart des hommes libres. En général ils ont renoncé aujourd'hui à l'esprit de force qui avait aiguillonné leurs prédécesseurs depuis l'Antiquité et, passant leur vie en beuveries et en divertissements efféminés, on comprend qu'ils aient perdu la gloire guerrière de leurs pères… »
— Diodore de Sicile, V.